# Hammam-Lif
Hammam-Lif (Arabisch: حمام الأنف) is een kustplaats in Tunesië, ongeveer 20 kilometer ten zuidoosten van de hoofdstad Tunis gelegen. In 2014 telde de plaats 42.518 inwoners.
De plaats wordt gedomineerd door de meer landinwaarts liggende, 576 respectievelijk 493 meter hoge tweetoppige berg Jebel Boukornine.

## Geschiedenis
De plaats is sinds de oudheid al bekend om zijn thermale bronnen. De Punische naam van deze badplaats was 'Naro'; de Romeinen kenden hem als 'Aquae Persianae'.